# Klavierquintett (Brahms)
Das Quintett f-Moll für 2 Violinen, Viola, Violoncello und Klavier op. 34 vollendete Johannes Brahms im Sommer 1864, veröffentlicht wurde es 1865 mit einer Widmung für die musikliebende Prinzessin Anna von Hessen, ab 1867 Landgräfin von Hessen.

## Entstehungsgeschichte
Brahms begann mit dem Werk im August 1862 in Hamm bei Hamburg und beendete es 1864 in Wien. Es war ursprünglich als Streichquintett geplant, und zwar mit der ungewöhnlichen Besetzung von Franz Schuberts Streichquintett C-Dur D 956: 2 Violinen, 1 Viola und 2 Violoncelli. In dieser Fassung, noch ohne Finale, wird das Stück erstmals in einem Brief von Clara Schumann an Brahms erwähnt, geschrieben am 29. August 1862 in Interlaken. Sie bedankt sich darin für eine „schöne Sendung“ von Brahms und freute sich demnach schon länger „auf den ruhigen Genuß Deines Quintetts, das sich gar reich ausnimmt“.
Das Manuskript des vollständigen Werks ließ Brahms dann unter seinen Freunden zirkulieren, wobei insbesondere Joseph Joachim die Abänderung einiger „Schroffheiten“ erbat.
Aus Clara Schumanns Brief an Brahms vom 10. März 1864 geht hervor, dass dieser das Streichquintett inzwischen zu einem „Duo“ umgearbeitet hatte, d. h. zur Sonate f-Moll für zwei Klaviere op. 34b. Zusammen mit dem Pianisten Carl Tausig brachte er sie am 17. April 1864 in einem Konzert der Wiener Singakademie zur Uraufführung.
Im Sommer 1864 – während Brahms’ Aufenthalt bei Clara Schumann in Baden-Baden – spielten beide die Sonate für zwei Klaviere der späteren Landgräfin Anna von Hessen vor. Diese war davon so begeistert, dass Brahms ihr das Werk widmete und ihr das Autograph schenkte. Es befindet sich heute in der Pierpont Morgan Library in New York.
Als Gegengeschenk erhielt Brahms von Anna von Hessen das in ihrem Besitz befindliche Autograph von Mozarts berühmter g-Moll-Sinfonie KV 550.
Ende Oktober 1864 ist dann in den Briefen erstmals von einem Klavierquintett die Rede. Die erste nachweisbare Aufführung erfolgte am 12. Juni 1865 in Basel in der Wohnung des Ehepaars Riggenbach-Stehlin, mit Brahms am Klavier.
Die Erstausgabe des Klavierquintetts erschien im Dezember 1865 im Verlag J. Rieter-Biedermann, im Dezember 1871 erschien im selben Verlag auch die Sonate für zwei Klaviere. Beide Versionen sind Anna von Hessen zugeeignet.

## Besetzung und Satzfolge
Brahms’ Klavierquintett ist für dieselbe Besetzung wie Robert Schumanns Klavierquintett Es-Dur op. 44 geschrieben und besteht aus vier Sätzen:
- Allegro non troppo (f-Moll)
- Andante, un poco Adagio (As-Dur)
- Scherzo. Allegro (c-Moll)
- Finale. Poco sostenuto – Allegro non troppo – Presto, non troppo (f-Moll)